# Алексеев, Анатолий Александрович (лётчик)
Анато́лий Алекса́ндрович Алексе́ев (1889—1922) — русский военный лётчик, капитан.

## Биография
Родился 19 апреля 1889 года в православной семье чиновника в Казанской губернии.
С 1908 по 1910 годы обучался в Казанском военном училище и 6 августа 1910 года был выпущен в Брест-Литовскую крепостную саперную роту.
С 13 сентября 1910 года — заведующий солдатской лавкой и обучающий офицер в специальном классе роты. 18 ноября 1910 года был командирован для несения службы на Брест-Литовский военный телеграф.
15 марта 1911 года возвратился из командировки и с 6 июля 1911 года был назначен адъютантом роты.
С 02.11.1911 по 16.02.1914 — обучающий офицер в подрывном классе. В этот же период времени с 16.12.1913 по 16.02.1914 — временно исполняющий должность старшего офицера роты.
Участник Первой мировой войны:
- 10.06.1914 был командирован в Брест-Литовский крепостной авиационный отряд «для обучения разведке и наблюдению с аэропланов».
- 21.10.1914 вошёл с отрядом в состав 11-й армии.
- 30.10.1914 был допущен к исполнению должности штатного офицера-наблюдателя.
- 09.11.1914 с переименованием Брест-Литовского крепостного авиационного отряда в 26-й корпусной авиационный отряд, вошёл в его состав.
- 28.03.1915 с авиационным отрядом вошёл в состав 9-й армии.
- 31.08.1915 награждён орденом Святого Георгия 4-й степени «за то, что 24-го июня 1915 г., поднявшись на аэроплане, в районе расположения Кавказской туземной конной дивизии, на высоту около 2000 метров, после продолжительного боя, убив пулеметным огнём австрийского летчика, сбил неприятельский аппарат огнём с находившимся в нём наблюдателем, каковой аппарат после падения сгорел»[1].
- 07.02.1916 награждён Георгиевским оружием «за то, что будучи наблюдателем на аэроплане, управляемом летчиком, прапорщиком Ивановым, с явной опасностью для жизни от действительного артиллерийского, ружейного и пулеметного огня, которым сопровождался аэроплан во все время полета в районе расположения противника в период операции армии с 31-го мая по 20-е июня 1915 г., совершил ряд разведок, общей продолжительностью 28 часов, своевременно доставил верные и особо важные сведения о силе и передвижении частей противника в тылу и на флангах армии, обнаружил все мосты, наведенные противником (18 мостов), открыл расположение батарей у д.д. Петрува, Потычиско, Окна и последующими полетами проследил группировку противника и тем дал возможность армии принять соответствующие обстановке решения, которые повлияли на успешный ход операции армии»[1].
- 10.02.1916 был командирован в Севастопольскую военную авиационную школу для обучения полетам.
- 15.05.1916 выдержал испытание на звание летчика на самолёте типа «Фарман».
- 16.05.1916 переведен на специальный курс школы, назначен для дальнейшего обучения в группу штабс-капитана Перепечина.
- 13.07.1916 сдал экзамен на звание «военного летчика» и командирован для обучения полетам на самолётах типа «Вуазен».
- 27.07.1916 окончил курс школы[2].
- 30.07.1916 убыл в Авиационный отряд обороны Ставки Верховного главнокомандующего.
- 05.08.1916 был зачислен в списки отряда.
- 01.09.1916 получил звание старший офицер отряда.
- 02.09.1916 был прикомандирован к управлению Авиационного дивизиона охраны Ставки Верховного главнокомандующего и назначен временно исполняющим должность адъютанта дивизиона.
- С 15.10.1916 по 24.10.1916 — командующий 1-м авиационным отрядом обороны Ставки Верховного главнокомандующего.
- 10.06.1917 с переформированием Авиационного дивизиона обороны Ставки Верховного главнокомандующего, переведен на службу в 38-й корпусной авиационный отряд.
- 13.08.1917 был прикомандирован к 12-му авиационному дивизиону и назначен временно командующим 12-м армейским авиационным отрядом.
- С 28.08.1917 — командир 12-го армейского авиационного отряда. В это время во время вынужденной посадки у деревни Туралин потерпел аварию и получил сильные ушибы ног.

После Октябрьской революции:
- 04.12.1917 — общим собранием солдат отряда выбран командиром того же отряда с упразднением чина.
- 12.03.1918 — с переформированием 12-го армейского авиационного отряда во 2-й авиационный отряд при 1-м корпусе РККА, был прикомандирован к корпусу и назначен командиром отряда.
- С 15.07.1918 — командир Костромской авиационной группы РККВВФ.
- 02.08.1918 назначен помощником начальника Управления РККВВФ Ярославского военного округа по оперативно-строевой части.
- 15.07.1919 был переведен на службу в 3-й авиационный парк.

10 августа 1922 года, управляя самолётом «Вуазен-8», во время тренировочного полета на Смоленском аэродроме, потерпел аварию в воздухе: после того, как лопнул главный вал мотора, самолёт загорелся. Летчик и пассажир — его жена Инна Александровна — были выброшены из кабин и разбились.

## Звания
- Подпоручик — 06.08.1910.
- Поручик — 01.10.1913.
- Штабс-капитан — 18.04.1916.
- Военный летчик — 19.07.1916.
- Капитан — 12.04.1917.

## Награды
- Награждён орденом Св. Георгия 4-й степени (31 августа 1915) и Георгиевским оружием (7 февраля 1916).
- Также награждён орденами:
  - Святого Станислава 3-й степени (25.12.1913).
  - Святой Анны 3-й степени с мечами и бантом (29.03.1915, «за участие в делах против австрийцев под крепостью Перемышль»).
  - Святой Анны 4-й степени с надписью «За храбрость» (15.06.1915).
  - Святого Владимира 4-й степени с мечами и бантом (02.09.1915, «…за боевую разведку в апреле месяце 1915 г. в районе Залещики»).
  - Святого Станислава 2-й степени с мечами (18.10.1915, «…за отличие при взятие крепости Перемышль в марте 1915 г.»).
  - Мечи и бант к имеющемуся ордену Св. Станислава 3-й степени (07.04.1916, «…за отличия в боях в период с 1-го июня по 31-е декабря 1915 г.»)